# La Bohème (film 1923)
La Bohème (Bohème - Künstlerliebe) è un film muto tedesco del 1923 diretto da Gennaro Righelli.